# Cadillac Serie 355
La Serie 355 è un'autovettura full-size di lusso prodotta dalla Cadillac dal 1931 al 1935.

## Storia
Era in vendita con diversi tipi di carrozzeria: cabriolet due e quattro porte, coupé due porte, berlina quattro porte, limousine quattro porte e coupé de ville quattro porte. La radio era offerta come optional. Fu commercializzata anche in versione per aziende, che era caratterizzata dall'avere dimensioni maggiori, e in versione ambulanza e carro funebre.
Tutti i modelli montavano un motore V8 a valvole laterali da 5,8 L di cilindrata. L'originaria potenza di 95 CV fu aumentata a 115 CV nel 1932 grazie alla modifica dei condotti dell'aspirazione e all'installazione di un nuovo tipo di carburatore Sempre nel 1932, fu rivista la linea.
Il motore era anteriore, mentre la trazione era posteriore. Il cambio disponibile era manuale a tre rapporti sincronizzati. Nel 1934 furono introdotte, nell'avantreno, delle sospensioni a ruote indipendenti con un nuovo tipo di snodo, che alla Cadillac battezzarono Knee-Action.

È stata prodotta a Detroit in 15.517 esemplari.

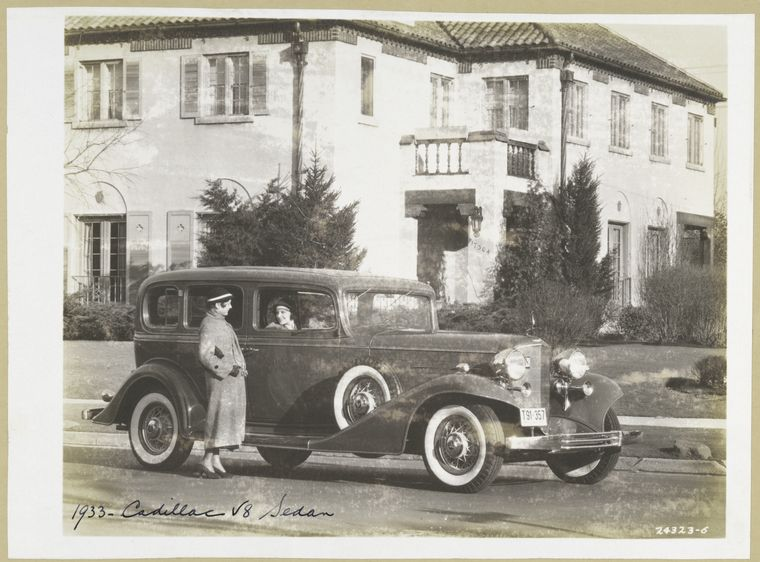
Cadillac Serie 355 C del 1933
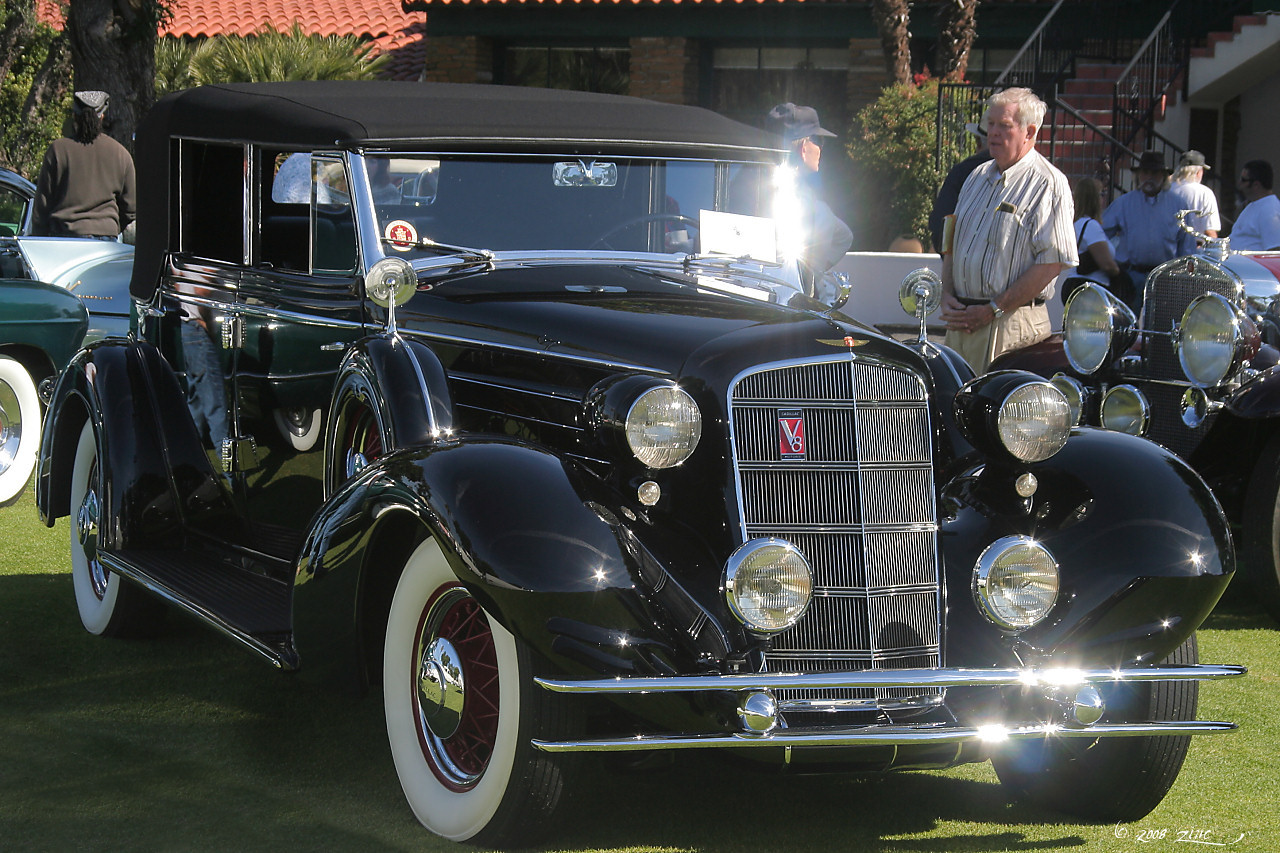
Cadillac Serie 355 D del 1934